# Stannary Hills Tramways
| Stannary Hills Tramways | Stannary Hills Tramways |
| --- | ----------------------- |
| Zug der Stannary Hill Tramways um 1902 |                         |
| Karte der Bergbaubahnen der Chillagoe Railway and Mining Co., die Stannary Hills & Irvinebank Tramways sind in der linken oberen Ecke dargestellt |                         |
| Streckenlänge: | ca. 29 km               |
| Spurweite: | 610 mm (2-Fuß-Spur)     |
| |                         |

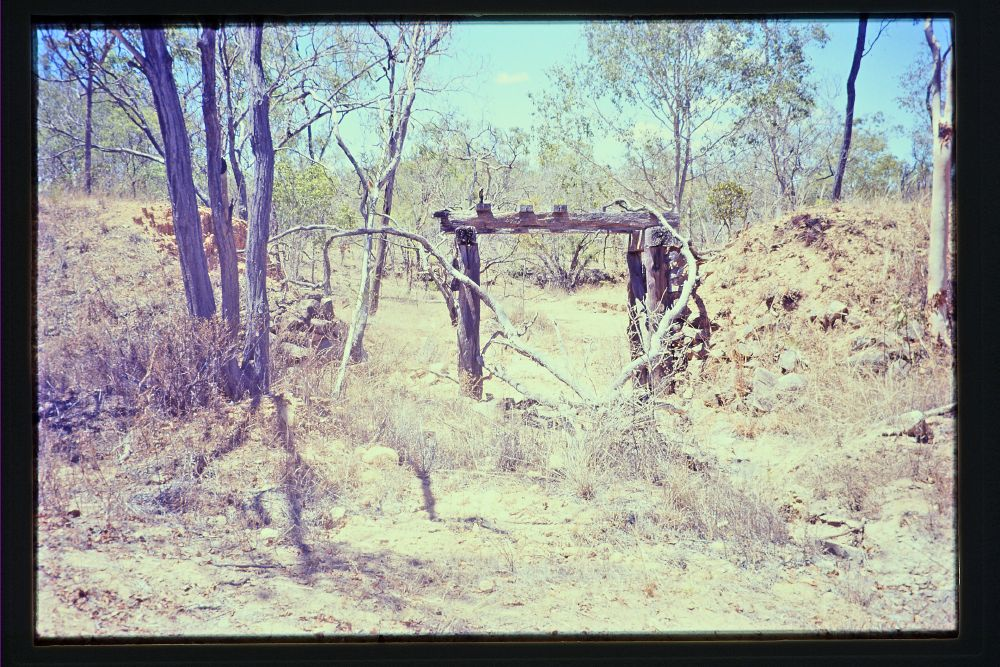
Überreste der Tramway

Die Stannary Hills Tramways sind zwei denkmalgeschützte feldbahnartige Bahnstrecken (in Australien wie im übrigen englischen Sprachraum vielfach als Tramways bezeichnet) in Irvinebank, Shire of Mareeba, Queensland, Australien. Sie wurden von 1901 bis 1907 erbaut und 1936 stillgelegt. Die Trassen und die sonstigen baulichen Spuren wurden am 25. Februar 2005 in das Queensland Heritage Register aufgenommen.

## Geschichte

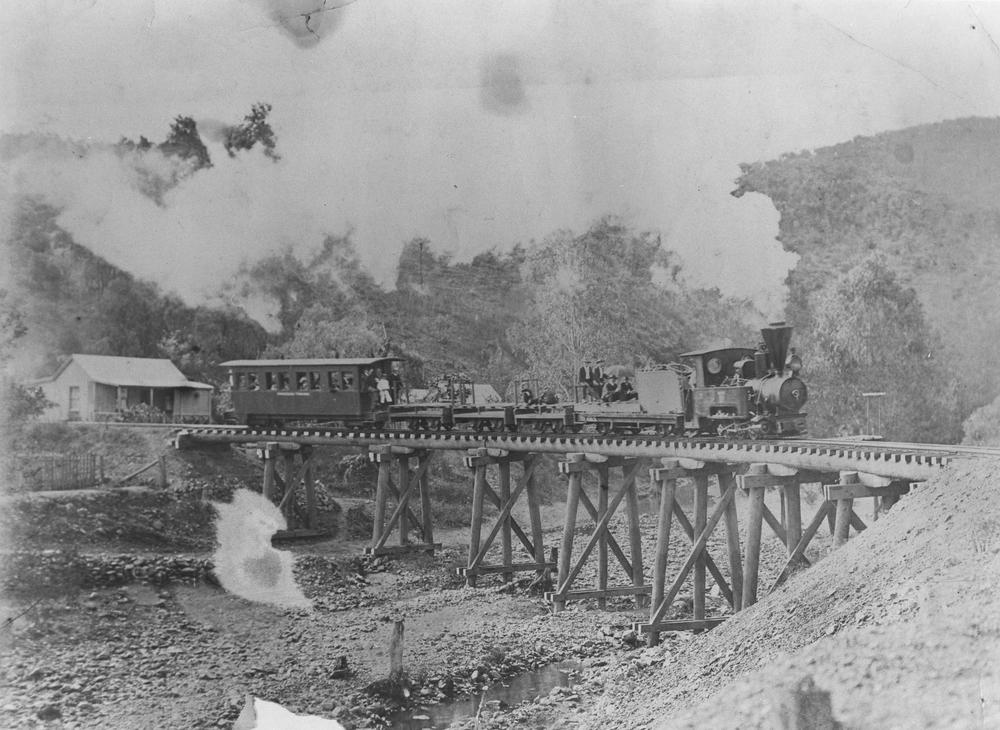
Die Tramway

Die beiden Feldbahnen Boonmoo-to-Stannary Hills und Stannary Hills-to-Irvinebank wurden zwischen 1901 und 1907 gebaut und dienten bis 1936 den Transport der Zinnminenfelder westlich der Atherton Tablelands im Norden von Queensland. Beide Strecken haben eine Spurweite von 610 mm und wichen damit von der damals bei der Queensland Government Railway verwendeten Standardspurweite von 1067 mm (3 Fuß 6 Zoll, Kapspur) ab. Schwellen und Brückenfelder wurden aus heimischen Hölzern wie Zypressenkiefer, Blutholz und geflecktem Gummi gebaut. Der Abschnitt von Boonmoo nach Stannary Hills war auch als Dixon’s Tramway bekannt, benannt nach dem Ingenieur, der für den Bau der ersten Abschnitte verantwortlich war.
James Venture Mulligan berichtete im Juni 1875 über die ersten Zinnvorkommen westlich der Atherton Tablelands. Vier Jahre später fand eine Gruppe von Goldsuchern Zinn im Wild River und steckte die Great Northern Mine in der späteren Hauptgemeinde Herberton an. Weitere Zinngänge wurden gefunden und 1881 wurde die Great Western Mine eröffnet, gefolgt von Eureka Creek im Jahr 1882 und Gibbs Creek im Jahr 1883. Vor dem Bau der Bahnstrecken war Cobb & Co das einzige zuverlässige Transportmittel zwischen dem Zinnbergbaugebiet westlich des Atherton Tableland und den Küstenhäfen von Port Douglas und Cairns. Im Jahr 1884 wählte die Regierung von Queensland Cairns als Endpunkt für die Tablelands-Eisenbahn nach Mareeba über die Great Dividing Range, obwohl die Strecke erst 1893 gebaut wurde. Im Jahr 1888 wurden bei Chillagoe/Mungana Kupfervorkommen entdeckt, die erneut den Ruf nach einem verstärkten Transport zwischen den Küstenhäfen und den Bergbaugebieten westlich der Atherton Tablelands aufkommen ließen.
Der Bau der Eisenbahnstrecke von Cairns nach Mungana durch die Regierung von Queensland im Jahr 1893 weckte das Interesse einer Gruppe von Bergbauunternehmern aus Adelaide an der Gegend von Herberton. Die North Queensland Tin Mining Corporation wurde am 20. September 1899 mit W.H. Phillips als Chairman und S Dixon als Queensland Director registriert. Es hatte ein Kapital von 20.000 £ in 100-£-Aktien. Das Unternehmen interessierte sich besonders für die Eureka Creek Minen, die Anfang der 1890er Jahre von Zinnarbeitern aufgrund hoher Transportkosten aufgegeben worden waren. Im Oktober 1900 kontrollierte das Unternehmen eine Reihe von Vermögenswerten, darunter 500 Acres Bergbaukonzessionen, 320 Acres Grundbesitz, Straßenbahnpacht, Wasserrechte und Batteriestandorte in Nigger Creek und Rocky Bluff. Das nächstgelegene Abstellgleis der Regierungsbahn zu den Eureka Creek Zinnfeldern war Boonmoo, auch bekannt als die 35 Mile, bei 17°14′48"S 145°04′24"E.
Im Jahr 1901 wurde die North Queensland Tin Mining Corporation gegründet, um das Kapital für den Bau der Bahnstrecke von Boonmoo nach Stannary Hills aufzubringen. Grundstücke und Anlagevermögen an die Stannary Hills Mines and Tramway Company Limited, ein in Adelaide ansässiges Unternehmen mit einem Stammkapital von 650.000 £. Das Unternehmen war das erste, das die Änderungen des Bergbaugesetzes von 1900 von 1898 nutzte, durch die Bestimmungen zur Beförderung von Waren und Passagieren zusätzlich zum Mineralienverkehr eingeführt worden waren, um Investitionen in den Bergbaubetrieb von Queensland zu befördern. C.T. Stephens wurde 1901 von Dixon beauftragt, die Strecke zu vermessen und den Bau der Bahnstrecke zu beaufsichtigen.
Die ursprüngliche Strecke wurde von Boonmoo entlang des Eureka Creek nach Stannary Hills vermessen und endete in Watsonville. Die Arbeiten begannen Anfang 1901 in Boonmoo und erreichten 1902 Stannary Hills. Mehrere Meilen lang boten die Bauarbeiten keine größeren Schwierigkeiten, aber innerhalb von 4 oder 5 Meilen von Stannary Hills mussten die Gebirgszüge überwunden werden, was es erforderlich machte, die Hügel zu umschneiden, um eine vernünftige Steigung für die Strecke zu ermöglichen. Nachdem die Strecke von Boonmoo nach Stannary Hills im Mai 1902 eröffnet worden war, wurde sie nicht nach Watsonville, sondern um 11 Kilometer (6,8 Meilen) nach Rocky Bluff am Walsh River verlängert, wo Mineralien aus den Zinnlagerstätten des Eureka Creek aufbereitet wurden.
Eine moderne Brecheranlage mit 33 Köpfen, die in der Lage war, 100 Tonnen pro Tag zu zerkleinern, wurde unmittelbar nach Fertigstellung der Strecke in Rocky Bluff installiert. Die Batterie war unter dem Namen "Shaking Moses" bekannt und wurde im Mai 1903 offiziell eröffnet. Die Bahnstrecke endete am oberen Ende einer steilen Steigung oberhalb der Brecheranlage. Sämtliches Brennholz für die Kessel und das Erz für die Aufbereitung wurden auf einer Strecke von etwa 600 Fuß (180 m) auf einer geneigten Ebene mit zwei Gleisen abgelassen. Die Bremssteuerung der Anhänger wurde von einer Plattform an der Spitze der geneigten Ebene aus ausgeübt.
Die Fahrpreise für die Passagiere betrugen 3 Schilling sechs Pence pro Strecke von Stannary Hills nach Rocky Bluff und die Passagiere reisten "auf eigene Gefahr". Es gab keine Stationen, die Fahrgäste winkten einfach dem Personal zu, um ihren Mitfahrwunsch zu signalisieren.
John Moffat, ein Bergbauunternehmer aus Nord-Queensland, hatte ein starkes Interesse an den Verkehrsentwicklungen in Stannary Hills. Mit der Inbetriebnahme seiner zweiten Zinnhütte, der Loudoun Mill in Irvinebank (später Irvinebank State Treatment Works), in der zweiten Hälfte des Jahres 1904 wurde klar, dass ein verbesserter Transport für Brennholz, Zinn aus den Außenbereichen und für den Transport von Erzen erforderlich war. Brennholz war besonders wichtig, da die Loudoun Mill in ihrer Spitzenzeit mehr als 100 Tonnen pro Tag verbrauchte und die Vorräte aus Irvinebank zur Neige gingen. Moffat beschloss, eine Bahnstrecke von Stannary Hills nach Irvinebank zu bauen, um eine Verbindung zur Strecke nach Boonmoo herzustellen.
Die Bauarbeiten für den Abschnitt begannen im August 1906. Etwa 150 Männer waren für die Bauarbeiten beschäftigt, wobei ein Trupp mit dem Einschnitt und allgemeinen Formationen, ein Trupp mit dem Plattenbau und ein Trupp mit dem Brückenbau arbeitete. Bauarbeiter erhielten 8 Schilling pro Tag, während Gangster 10 Schilling pro Tag erhielten.
Bis 1907 waren Herberton und Irvinebank das Zentrum der Basismetallindustrie von Queensland, wobei große Hütten und Batterien fast drei Viertel der Zinnproduktion von Queensland produzierten. Der Bau einer Bahnverbindung von Irvinebank nach Stannary Hills hatte das Potenzial, Moffats Zinnbergbau-Imperium per Eisenbahn mit den neu entdeckten Kohlevorräten am Mount Mulligan, dem Hafen von Cairns, Brisbane und weiter nach Sydney, Melbourne und schließlich Adelaide zu verbinden.
Anfang 1907 erstreckte sich der Schienenstrang fast bis nach Irvinebank. Ein Abstellgleis und ein Güterschuppen, bekannt als Close-up, wurden direkt unterhalb des Überlaufs des Ibis-Staudamms bei Loudoun Mill errichtet. Dies blieb der Güterschuppen bis zur Fertigstellung der Gleisanlagen an der Loudoun Mill. Die erste Ladung Brennholz wurde am 28. März 1907 mit der Bahn an die Loudoun Mill geliefert. Die Firma von John Moffat begann ab Juni 1907 mit dem Transport von Gütern im Auftrag der Öffentlichkeit.
Die offizielle Eröffnung der Bahnstrecke war ein festlicher Anlass. Es nahm die Form eines großen Picknicks an, das am 29. Juni 1907 von John und Margaret Moffat im "All-but" in der Nähe von Fireclay Gully im Westen der Stadt veranstaltet wurde. Mehrere Züge brachten die 1500 Gäste auf das eigens geräumte Gelände. Die Geschäfte schlossen für diesen Tag und ganz Irvinebank war da. Zur Unterhaltung gehörten Sport, Tanz, Fass und Dampfkarussell.
Nach ihrem Bau diente die Bahnstrecke zwei Jahrzehnte lang als zuverlässigstes Transportmittel von und nach Stannary Hills, Rocky Bluff und Irvinebank. Eine lange Prozession von Politikern, Journalisten, Promotern, Firmendirektoren und Gouverneur William MacGregor selbst kam hierher, um John Moffat und die Loudoun Mill zu besuchen. Der Personenwagen wurde an den Güterwagen angehängt, der mit Koks und Stadt- und Mühlenbedarf beladen und von holzbefeuerten Lokomotiven gezogen wurde. Die einundzwanzig Meilen lange Fahrt dauerte vier Stunden und die gesamte Reise erfolgte auf eigenes Risiko der Passagiere.
Im ersten Jahr wurden 61.782 Tonnen Fracht und 8.696 Passagiere zwischen Irvinebank und Boonmoo transportiert. Die Fahrpreise für die Passagiere betrugen 4 Schilling Hin- und Rückfahrt von Irvinebank nach Stannary Hills, verglichen mit 2 Schilling für die gleiche Strecke von Boonmoo nach Stannary Hills auf der Rocky Bluff Line. Für den öffentlichen Güterverkehr auf der Irvinebank-Linie wurde ein Zuschlag von 2 Schilling und sechs Pence erhoben, und die Frachtrate der ersten Klasse war 40 % höher als die Tarife der Regierung und der Stannary Hills Tramway.
Die Bahnstrecke von Stannary Hills nach Irvinebank diente hauptsächlich dem Transport von Erz, Metall, Treibstoff und allgemeinen Vorräten, sie bot damit auch sozialen Nutzen für die Beschäftigten in der Zinnindustrie westlich der Atherton Tablelands. Eine Reihe von gesellschaftlichen Veranstaltungen hing vom Transport per Bahn ab, wie z. B. Picknicks der Mitarbeiter und andere besondere Veranstaltungen. Die Züge transportierten auch Güter wie Kerosin, Eis, Obst und Gemüse, Bier und Post.
John Moffat zog sich im Februar 1912 im Alter von 72 Jahren aus der Leitung der Bergbauindustrie in Irvinebank zurück. Der ehemalige General Manager der Stannary Hills Mine and Tramway Company, J.H. Reid, übernahm die Leitung der Irvinebank Mining Company Ltd und setzte den Betrieb in eingeschränktem Umfang fort. Der Erste Weltkrieg verstärkte den Niedergang der Zinnfelder in Irvinebank weiter. Die gesamte Bergbau-, Mühlen- und Hüttenfabrik wurde 1919 für eine Gesamtsumme von 22.500 Pfund an die Regierung von Queensland verkauft.
Die Loudoun Mill wurde im Oktober 1919 als Irvinebank State Treatment Works wiedereröffnet. Der Betrieb wurde bis Dezember 1920 fortgesetzt. Der Bahnverkehr von Boonmoo nach Irvinebank kam unter die Kontrolle der State Treatment Works. Im Jahr 1922 kaufte die Regierung von Queensland die Strecke von Stannary Hills nach Rocky Bluff von John Darling and Company, die zuvor die Strecke von der Stannary Hills Mine and Tramway Company gekauft hatten. Lokomotiven und Material wurden dann nach Irvinebank gebracht und mit den Irvinebank-Lokomotiven und -beständen zusammengelegt. Die Strecke von Junction nach Stannary Hills wurde 1926 abgebaut.
Nachdem mehrere erfolglose Versuche unternommen worden waren, den Bergbau im Bezirk wiederzubeleben, wurde der Bahnbetrieb Ende 1936 endgültig eingestellt. 1938 wurde die Lokomotive "Old John" an die Marian Sugar Mills verkauft. Während des Zweiten Weltkriegs entsorgte die Regierung alle förderbaren Materialien aus den Bergwerken. Die Schienen wurden abgebaut und an Zuckerrohr- und Bergbaubahnen im Bundesstaat verkauft. Einige Eisenarbeiten wurden vom Douglas Shire Council für die Tramway von Port Douglas gekauft, die schließlich in die Mossman Mill integriert wurde und immer noch von ihr genutzt wird.